# 阿兰·卡尔马
阿兰·卡尔马（法語：Alain Calmat，1940年8月31日—），法国男子花样滑冰运动员。他曾代表法国参加1956年、1960年和1964年冬季奥林匹克运动会花样滑冰比赛，获得一枚银牌。